# Reprezentacja Malty w hokeju na trawie mężczyzn
Reprezentacja Malty w hokeju na trawie mężczyzn - narodowa drużyna Malty w hokeju na trawie mężczyzn.

## Osiągnięcia

### Mistrzostwa Europy
- 19. miejsce - 1970